# Хан-Уул
Хан-Уул (монг. Хан-Уул) — район Улан-Батора. Подразделяется на 14 хороо (подрайонов). Находится на юге города, у подножия горы Богд-Хан-Уул (что определило название района).

## Население и площадь
Население растёт быстро. За 3 года (с 2006 по 2009) население выросло на 11 тысяч. В 2009 году в районе проживало 98815 человек, что составляло 10 % от общего населения города в тот период.
Площадь района 484 км².